# Battleford (Saskatchewan)
Battleford (4065 habitantes em 2011) é uma pequena cidade localizada do outro lado do rio Saskatchewan, a partir da cidade de North Battleford, na Divisão Nº12 da província de Saskatchewan, no Canadá.